# Alloscirtetica baeri
Alloscirtetica baeri är en biart som först beskrevs av Joseph Vachal 1904.  Alloscirtetica baeri ingår i släktet Alloscirtetica och familjen långtungebin. Inga underarter finns listade i Catalogue of Life.